# Snorrenclub
Een snorrenclub is een vereniging van mensen (meestal mannen) die zo trots zijn op hun bovenlipbeharing dat ze het dragen van een snor wil aanmoedigen en vieren, vooral via ludieke acties.

## Verspreiding

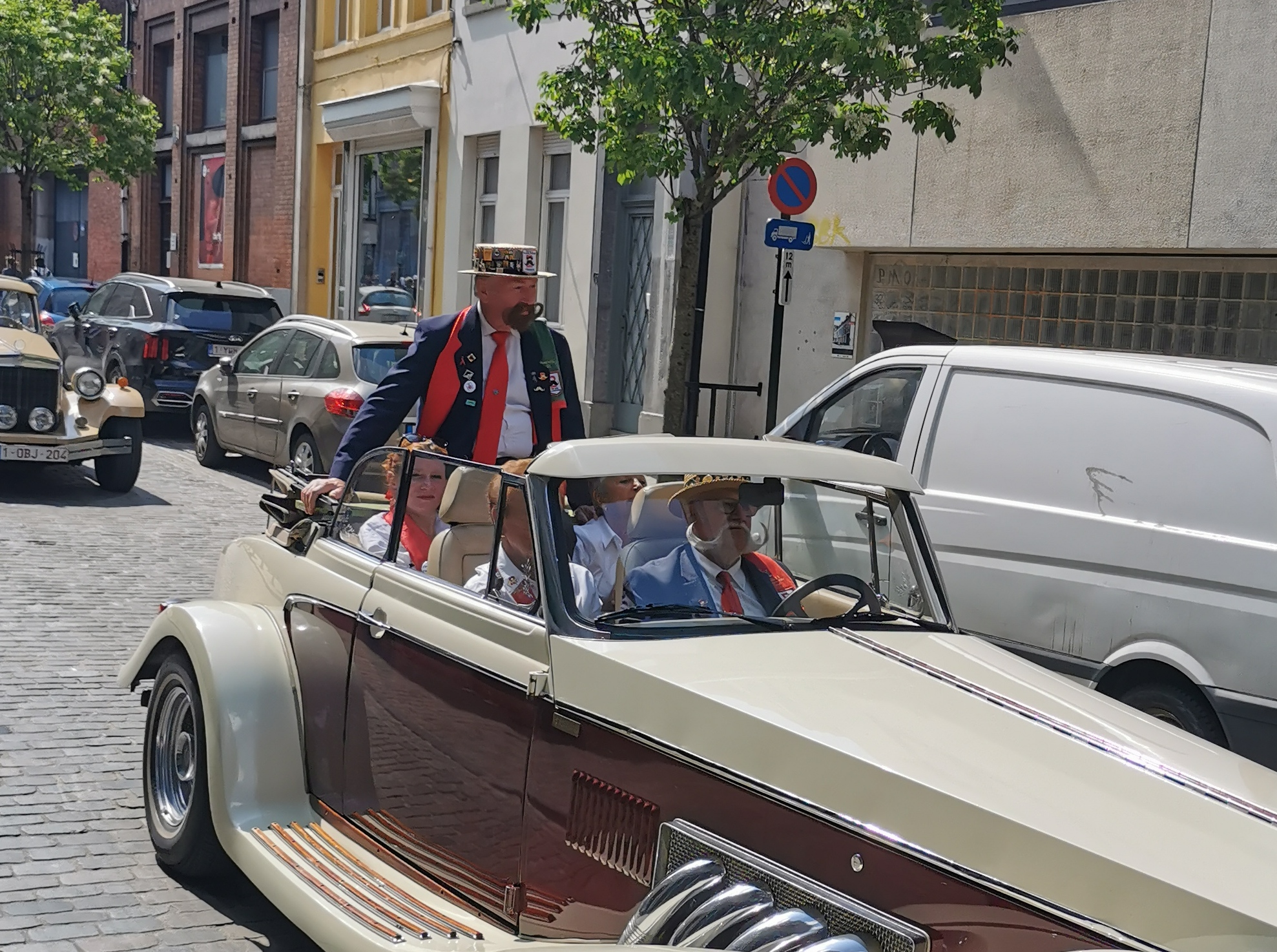
Optocht van de Orde van de Brusselse moestasje (2022)

In vele landen, zoals in de Verenigde Staten en Groot-Brittannië zijn in vele steden lokale clubs actief. 
In België zijn snorrenclubs actief in:
- Antwerpen (2 rivaliserende clubs: de Snorrenclub Antwerpen en de Europese Snorrenclub Antwerpen),
- Brussel (Orde van de Brusselse Moestasje[1]),
- Brugge (West-Vlaamse Snorrenclub[2]),
- Schoonaarde (De Biersnorren[3]),
- Aartselaar[4],
- Schoten[5],
- Roeselare, ...[6]

## Wedstrijden
De meest bekende actie van een snorrenclub is de organisatie van een wedstrijd ter verkiezing van de mooiste snor of interessantste snorrendrager ("Snor van het jaar"). Vaak neemt een snorrenclub en haar leden ook deel aan andere ludieke activiteiten zoals carnavalsvieringen.  

## Internationale bijeenkomsten en kampioenschappen
Op internationaal vlak treffen lokale kampioenen zich in de zogenaamde wereldkampioenschappen (World Beard and Mustache Championships), sinds 1990 georganiseerd als volgt:
- 1990 in Höfen (Pforzheim), Duitsland (organisatie: Erster Göfener Bart Club[7])
- 1995 in Pforzheim, Duitsland (organisatie: Erster Göfener Bart Club)
- 1997 in Trondheim, Noorwegen (organisatie: Den Norske Mustaschklubben)
- 1999 in Ystad, Zweden (organisatie: Swedish Mustache Club)
- 2001 in Schömberg, Duitsland (organisatie: Swabische Beard and Mustache Club)
- 2003 in Carson City, Nevada, U.S.A.
- 2005 in Berlijn, Duitsland
- 2007 in Brighton, Engeland
- 2009 in Anchorage, Alaska, U.S.A.
- 2011 in Trondheim, Noorwegen
- 2013 in Leinfelden-Echterdingen, Duitsland
- 2014 in Portland, Oregon
- 2015 in Leogang, Oostenrijk
- 2016 in Nashville, Tennessee, USA

In voorbereiding
- 2017: in Austin, Texas, USA
- 2019: in Antwerpen